# Гьесар-Цо
Гьесар-Цо (Лапчунг, кит. трад. 杰萨错, пиньинь Jiésà Cuò, тиб. སྒྱེ་གསར་མཚོ) — пресноводное озеро в уезде Цочен округа Нгари Тибетского автономного района Китая. Оно расположено к юго-западу от города Цочен. Питается 27 небольшими ручьями, имеет длину 32,1 км и ширину 7,2 км и площадь 146,4 км². Озеро находится на высоте 5202 метра. По другим данным, озеро находится на высоте 5198 метров и входит в тридцатку самых высокогорных озер в мире. Также приводится значение 5069 м. С севера в озеро впадает река Саго-Цангпо.
Проводя гидрогеологические исследования, связанные с изучением Бенгальского конуса выноса за последние 20 миллионов лет, Герхард Эйнзеле, Лотар Рачбахер указывали озеро Гьесар-Цо (Gyesar Tso) как один из ориентиров для очерчивания границ объекта, вносимого в учётную запись. В англоязычной литературе, помимо названия Gyesar Co, озеро встречается под названием Jiesa Cuo.